# Contrôle judiciaire en droit québécois
En droit québécois, le contrôle judiciaire est le pouvoir qu'exerce la Cour supérieure du Québec en matière de contrôle de la légalité des décisions des tribunaux inférieurs (dont la Cour du Québec et les tribunaux administratifs), de contrôle de la validité, de l'applicabilité et de l'opérabilité de la législation, ainsi que du contrôle de la légalité des actes administratifs, d'après les articles 34 et 529 du Code de procédure civile du Québec.

## Textes juridiques
Selon l'article 34 du Code de procédure civile, la Cour supérieure a un pouvoir de contrôle judiciaire : 

« 34. La Cour supérieure est investie d’un pouvoir général de contrôle judiciaire sur les tribunaux du Québec autres que la Cour d’appel, sur les organismes publics, sur les personnes morales de droit public ou de droit privé, les sociétés et les associations et les autres groupements sans personnalité juridique.
Ce pouvoir ne peut s’exercer dans les cas que la loi exclut ou qu’elle déclare être du ressort exclusif de ces tribunaux, personnes, organismes ou groupements, sauf s’il y a défaut ou excès de compétence.
La cour est saisie au moyen d’un pourvoi en contrôle judiciaire. »

L'article 529 du Code de procédure civile énonce concrètement ce que la Cour supérieure peut faire avec son pouvoir de contrôle judiciaire : 

« 529. La Cour supérieure saisie d’un pourvoi en contrôle judiciaire peut, selon l’objet du pourvoi, prononcer l’une ou l’autre des conclusions suivantes :
1°  déclarer inapplicable, invalide ou inopérante une disposition d’une loi du Québec ou du Canada, un règlement pris sous leur autorité, un décret gouvernemental ou un arrêté ministériel ou toute autre règle de droit;
2°  évoquer, à la demande d’une partie, une affaire pendante devant une juridiction ou réviser ou annuler le jugement rendu par une telle juridiction ou une décision prise par un organisme ou une personne qui relève de la compétence du Parlement du Québec si la juridiction, l’organisme ou la personne a agi sans compétence ou l’a excédée ou si la procédure suivie est entachée de quelque irrégularité grave;
3°  enjoindre à une personne qui occupe une fonction au sein d’un organisme public, d’une personne morale, d’une société ou d’une association ou d’un autre groupement sans personnalité juridique d’accomplir un acte auquel la loi l’oblige s’il n’est pas de nature purement privée;
4°  destituer de sa fonction une personne qui, sans droit, occupe ou exerce une fonction publique ou une fonction au sein d’un organisme public, d’une personne morale, d’une société ou d’une association ou d’un autre groupement sans personnalité juridique.
Ce pourvoi n’est ouvert que si le jugement ou la décision qui en fait l’objet n’est pas susceptible d’appel ou de contestation, sauf dans le cas où il y a défaut ou excès de compétence.
Le pourvoi doit être signifié dans un délai raisonnable à partir de l’acte ou du fait qui lui donne ouverture. »